# VPS4B
VPS4B‏ (Vacuolar protein sorting 4 homolog B) هوَ بروتين يُشَفر بواسطة جين VPS4B في الإنسان.